# Diepveneuze trombose

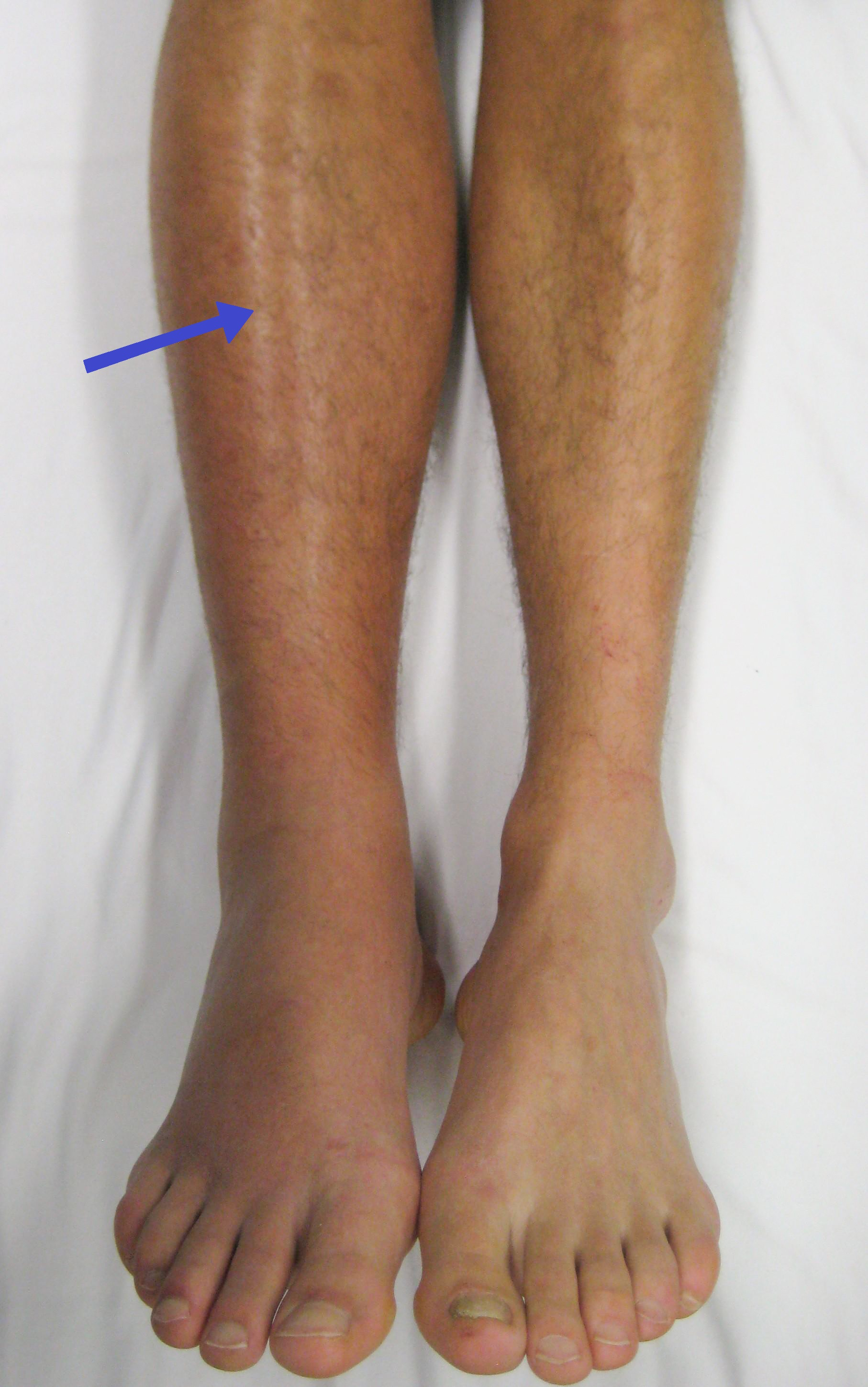
Het rechter onderbeen is dikker en roder dan het linker.

Een diepveneuze trombose  (DVT), ook bekend als trombosebeen, is een trombose die meestal ontstaat in de bloedvaten van de benen, maar soms kan deze ook in de armen optreden: het syndroom van Paget-von Schrötter. Ziekteverschijnselen zijn een gevoelloos been, pijn, een zwelling of roodheid. Indien een bloedstolsel (trombus) uit een diepveneuze trombose losschiet ontstaat een longembolie, hetgeen een ernstige en potentieel dodelijke complicatie is van een DVT.

## Oorzaken
Een diepveneuze trombose ontstaat vaak in mensen die langer het bed hebben moeten houden (bijvoorbeeld door chronisch ziekzijn) of die lange vliegreizen maken. Het wordt schertsend ook wel het 'economyclasssyndroom' genoemd omdat de eerste meldingen van deze aandoening afkomstig waren van mensen op lange vluchten in de economyclass. Daarom moet bij lange vliegreizen geen alcohol gedronken worden en uitdroging tegengegaan worden. Daarnaast is regelmatig bewegen belangrijk.
Een diepveneuze trombose kan veroorzaakt worden door een afwijking in het bloed (stollingsstoornis) of door overgewicht. Ook langdurige bedlegerigheid en operaties (vooral aan de benen) kunnen risicoverhogend werken. De anticonceptiepil kan bij vrouwen met een stollingsstoornis het risico op DVT verhogen. Als bij een eerstegraads familielid op relatief jonge leeftijd een DVT is opgetreden, dan is verder onderzoek aanbevolen.
Bij een groot deel van de patiënten kan de oorzaak van een trombosebeen worden gevonden. Echter bij een deel van de patiënten zal men geen van de bovengenoemde oorzaken kunnen terugvinden. De volgende factoren geven een verhoogd risico op het krijgen van een trombosebeen: leeftijd, bedlegerigheid, operatie, ongeluk of blessure (trauma), kanker, erfelijke stollingsstoornissen, eerder doorgemaakte trombose, trombosebeen in de familie, anticonceptiepil, hormoonaanvullende of hormoonvervangende therapie, zwangerschap, overgewicht, spataderen, centraal veneuze katheters, chronische darmontstekingen en het antifosfolipidensyndroom.
Sinds het begin van de jaren 1980 is het aantal diagnoses van diepveneuze trombose spectaculair toegenomen. De opkomst hangt samen met de omslag in het voedingspatroon in die periode. Suikerachtig voedsel en koolhydraten uit de voeding worden door het lichaam omgezet in glucose. Hoge glucosewaardes in het bloed leiden tot de glycosylering van eiwitten. Dit is een enzymatisch proces waarbij suikergroepen gekoppeld worden aan een eiwit. Het probleem is dat glycosylering het bloed plakkeriger maakt waardoor de kans op bloedstolsels toeneemt. Het is daarom ook aan te raden om de hoeveelheid koolhydraten in het voedingspatroon terug te brengen en de inname van vet en eiwitten te verhogen. Dierlijk vet bevat onder andere vitamine A, B12 en D die een beschermende werking hebben op hart- en vaatziekten.
Een gebrek aan vitamine B11 en/of een gebrek aan vitamine B6 en B12 kunnen hart- en vaatziekten veroorzaken door een te hoog homocysteïnegehalte in het bloed.
Studies onder populaties met een voeding rijk aan seleen, vet, eiwitten en weinig koolhydraten, zoals de Inuit, hebben aangetoond dat westerse ziekten zoals kanker en hart- en vaatziekten veel minder voorkomen bij dergelijke voedingspatronen.

## Diagnostiek
Een trombosebeen wordt klassiek vastgesteld door middel van een tweepunts-echografie. Omdat de klachten van een trombosebeen nogal verschillend kunnen zijn, is er een scoresysteem ontwikkeld. Dit scoresysteem zorgt ervoor dat er niet onnodig veel mensen een echo krijgen. De wells-score wordt bepaald en samen met het bepalen van de D-dimeren in het bloed kan men een goede voorspelling doen of iemand een trombosebeen heeft of niet. Heeft een patiënt een wells-score van twee of meer dan is er een hoge verdenking op een trombosebeen en zal er een echografie van de beenvaten gemaakt worden. Met de tweepunts-echo kan de radioloog zien of er een stolsel in het bloedvat zit en of er dus sprake is van een trombosebeen. Soms kan de radioloog ook zien dat er geen stolsel in het vat zit maar dat er iets anders aan de hand is in het been.

## Behandeling
De standaard behandeling voor een trombosebeen bestaat uit drie delen. Het eerste deel is antistollingsmiddelen te geven. Dit gebeurt door middel van spuitjes met laagmoleculaire heparine voor ten minste vijf dagen. Tegelijkertijd wordt er gestart met trombosetabletten in de vorm van cumarinederivaat, die de werking van vitamine K tegengaan. Deze pillen moeten gecontroleerd worden bij de trombosedienst. Voordat de trombosepillen goed ingesteld zijn, zal de patiënt door moeten gaan met de spuitjes. Deze medicijnen zorgen ervoor dat het stolsel niet aangroeit en dat er geen grote stolsel losbreken en naar de longen schieten. De trombosepillen moeten minstens drie tot zes maanden gebruikt worden en in overleg met de internist kan ervoor gekozen worden om dit langer te geven. Een reden om te stoppen met de antistollingstabletten is dat patiënt een te hoog bloedingsrisico heeft. Een reden om langer antistolling te geven is dat het bloedingsrisico laag is en dat er een grote kans is op het terugkeren van een trombosebeen.
Het tweede deel van de behandeling is het zwachtelen van het been om het vocht eruit te drukken. Nadat het vocht eruit is zal de zwachtel vervangen worden door een steunkous. De steunkous dient een druk te hebben tussen de 30 en 40 mmHg. De steunkous hoeft maar tot de knie te reiken. Deze steunkous dient ten minste twee jaar gedragen te worden.
Het laatste deel van de behandeling is beweging. Bewegen zorgt ervoor dat het bloed in de kuit moet gaan stromen en het activeert het lichaamseigen vermogen om het stolsel op te lossen. Dit geeft geen verhoogd risico op het ontwikkelen van longembolieën.

## Complicaties
Hoewel het risico laag is, kan er alsnog een longembolie optreden na het starten van de antistolling. Mochten er kortademigheidsklachten optreden, dan kan dit een symptoom zijn van een longembolie.
In zeldzame gevallen kan het gehele been afgesloten zijn. Het been krijgt dan wel nog bloed van de slagaderen, maar het bloed kan het been niet meer uit, omdat de ader volledig geblokkeerd is. In dit geval zal de standaard behandeling niet genoeg zijn en zal het stolsel acuut eruit gehaald moeten worden. De technieken die dan toegepast kunnen worden zijn: trombolyse of trombectomie.
Op de lange termijn kunnen patiënten veel klachten overhouden na een trombosebeen. Hoe groot het risico is dat men klachten overhoudt, is afhankelijk van de locatie van het stolsel. Schattingen laten zien dat tussen de 20 en 50% van de patiënten hiervan last krijgt. Deze klachten kunnen nogal verschillen. Het wordt samengevat onder het post-trombotisch syndroom (PTS).